# Bratsbergbanen

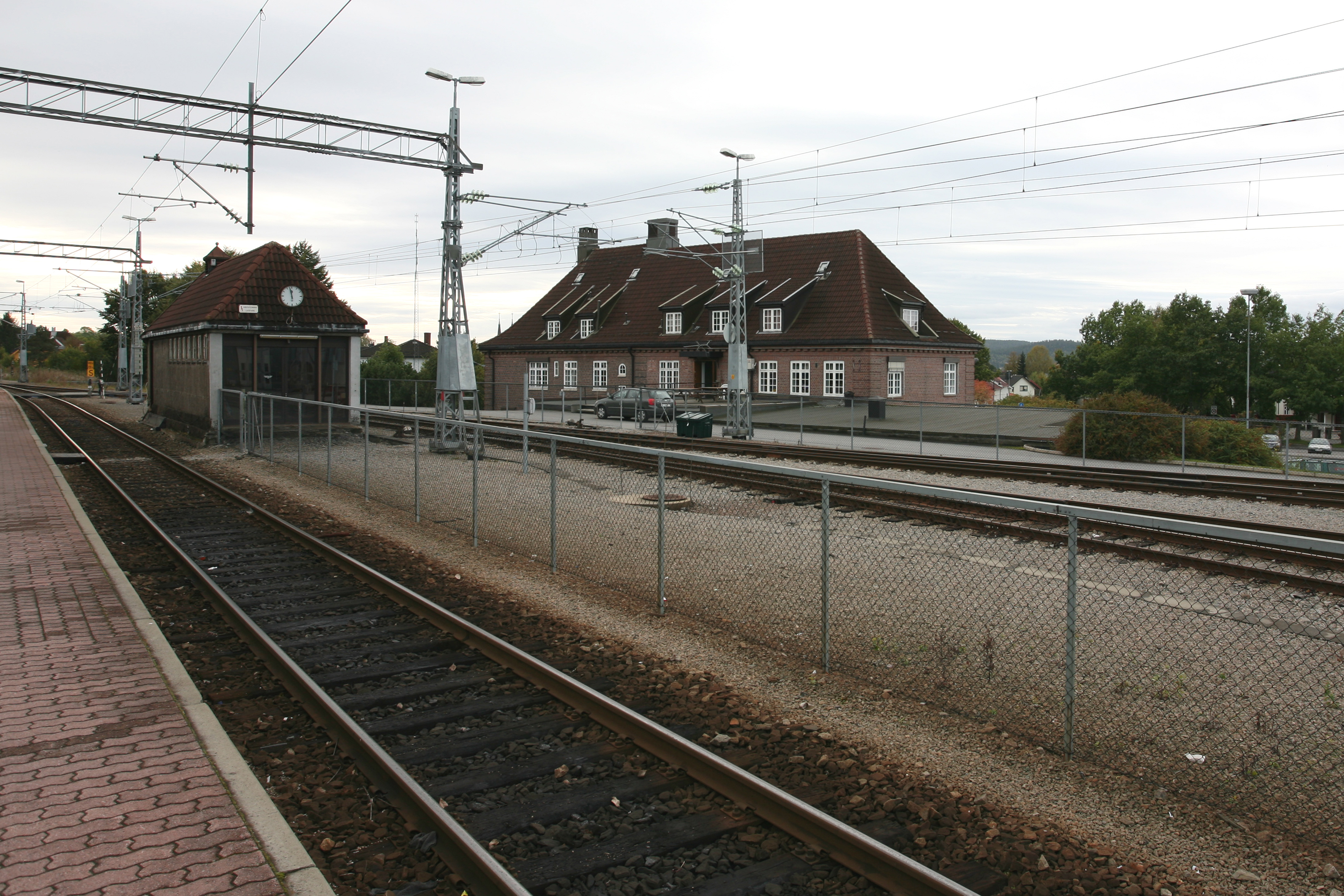
Stationen i Skien.

Bratsbergbanen är en järnväg, öppnad för trafik 1917, mellan Eidanger och Notodden. Den förbinder Vestfoldbanen med Sørlandsbanen, som den korsar vid Nordagutu station. Banan sträcker sig vidare ända till Notodden, där den går vidare mot Tinnoset som Tinnosbanen. Från Tinnoset fanns tågfärjeförbindelse med Rjukanbanen.
På Bratsbergbanen finns Norges högsta järnvägsbro, Hjukse bru, som är 65 meter hög. 
År 2004 öppnades ett nytt sidospår från Notoddens stasjon ned till Notoddens kollektivterminal. Spåret stängdes för trafik 2015 då man återgick till att trafikera med elektriska fordon till Notoddens station.
Banan elektrifierades 1936. Eftersom kontaktledningen inte har moderniserats går det inte att hålla hög hastighet med elfordon. Därför trafikerades banan ett tag av dieselfordon (Y1-motorvagnar). Numera trafikeras banan av elektriska fordon; BM69 och stundtals BM70.